# Пунгино (Тужинский район)
Пунгино — деревня в Тужинском районе Кировской области России. Входит в состав Грековского сельского поселения.

## География
Деревня находится в юго-западной части Кировской области, в подзоне южной тайги, к западу от автодороги Р176, на расстоянии приблизительно 6 км (по прямой) к юго-юго-востоку (SSE) от посёлка городского типа Тужа, административного центра района. Абсолютная высота — 107 м над уровнем моря.
Климат
Климат характеризуется как континентальный, с продолжительной холодной многоснежной зимой и умеренно тёплым летом. Среднегодовая температура — 3 °C. Вегетационный период продолжается 157—167 дней, из которых 122—130 дней бывает со среднесуточной температурой воздуха выше 10 °C. Годовое количество атмосферных осадков — 450 мм, из которых около 260—300 мм выпадает в период вегитации. Снежный покров держится в течение 165 дней.
Часовой пояс
Деревня Пунгино, как и вся Кировская область, находится в часовой зоне МСК (московское время). Смещение применяемого времени относительно UTC составляет +3:00.

## Население
| 2010 |
| ---- |
| 0    |